# Myiagra
Myiagra là một chi chim trong họ Monarchidae.

## Các loài
Chi này có 22 loài còn sinh tồn và 1 loài tuyệt chủng được công nhận:

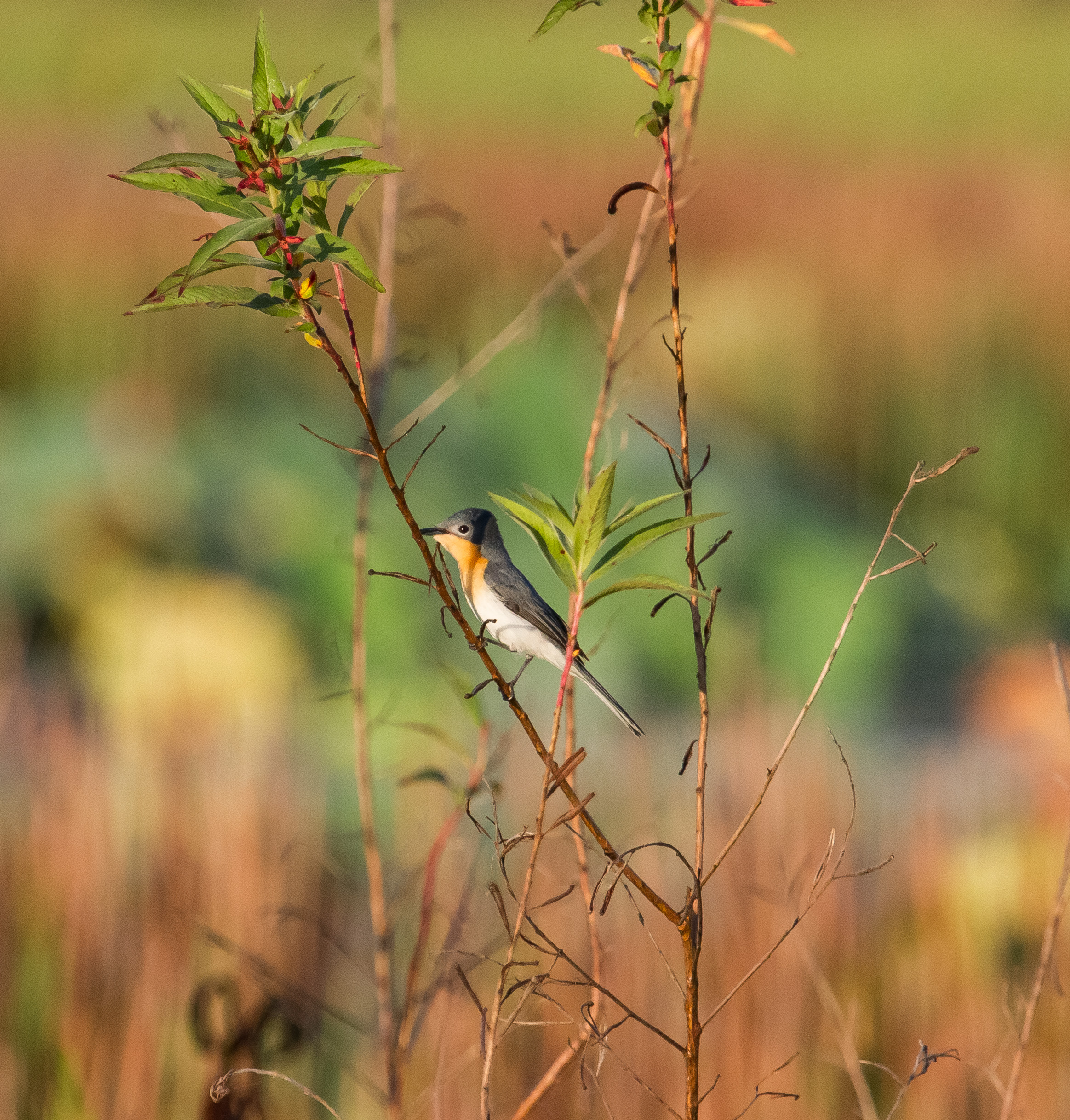
M. ruficollis ở Địa khu Bắc, Australia

- Myiagra albiventris
- Myiagra alecto
- Myiagra atra
- Myiagra azureocapilla
- Myiagra caledonica
- Myiagra castaneigularis
- Myiagra cervinicauda
- Myiagra cervinicolor[3]
- Myiagra cyanoleuca
- Myiagra eichorni[3]
- Myiagra erythrops
- Myiagra ferrocyanea
- Myiagra galeata
- Myiagra hebetior[3]
- Myiagra inquieta
- Myiagra nana
- Myiagra pluto
- Myiagra oceanica
- Myiagra rubecula
- Myiagra ruficollis
- Myiagra vanikorensis
- † Myiagra freycineti